# Hougno
Hougno (ou Hounyo) est une localité de la commune de Wina, au Cameroun. Elle est située dans la région de l'Extrême-Nord, dans le département du Mayo-Danay, à la frontière avec le Tchad.

## Situation géographique
La localité de Hougno est située à environ 6 km, à vol d'oiseau, de la frontière avec le Tchad.

## Climat
Le climat dominant à Hougno est un climat de steppe, avec quatre mois de mousson de juin à septembre. La température moyenne y est de 28 °C. En période sèche, les précipitations moyennes sont de 54 mm par mois, alors qu'elles sont de 174 mm par mois en période de mousson.

## Population
En 1967 la localité de Hougno comptait 1 652 habitants, principalement des Toupouri. Lors du recensement de 2005, on y a dénombré 3 450 personnes. Sa densité moyenne fait partie des plus élevées dans la commune, avec 132 habitants au km2.

## Infrastructures
On trouve à Hougno une école maternelle, un lycée d'enseignement général et un lycée d'enseignement général.
Il y a aussi a Hougno un centre de santé intégré.
Enfin, le marché de Hougno est développé. On y trouve deux salles de projection cinématographique. Le marché de Hougno dispose par ailleurs d'un hangar d'une superficie de 200 m2, construit en 2003. Un grand marché au bétail (sur un hectare) se tient à Hougno. Un abattoir y a aussi été construit.